# اکسولینیک اسید
اکسولینیک اسید(به انگلیسی: Oxolinic acid) یک آنتی بیوتیک کینولونی است که در دهه ۱۹۷۰ در ژاپن تولید شد. دوزهای ۱۲-۲۰ میلی گرم بر کیلوگرم به صورت خوراکی برای دوره پنج تا ده روزه تجویز می‌شود. عملکرد این آنتی بیوتیک با مهار آنزیم دی‌ان‌ای ژیراز است. همچنین به عنوان مهار کننده بازگشت مجدد دوپامین عمل می‌کند و در موش‌ها اثرات محرک دارد.